# Janov (kraj morawsko-śląski)
Janov także Janov u Krnova (niem. Johannesthal) – miasto w północnej części Czech, w powiecie Bruntál. Janov leży przy granicy z Polską, a najbliższym miastem w Polsce jest leżący w odległości 12 km Prudnik. Miejscowość historycznie należy do Moraw – jest jedną z morawskich enklaw na Śląsku. Jest to również piąte najmniejsze pod względem liczby mieszkańców miasto w Republice Czeskiej.
Okolice Janova w przeszłości słynęły z wydobycia srebra - w XVI wieku otrzymał prawa miejskie jako miasteczko górnicze. Odzyskał je w 2007.
Spis powszechny w 1910 wykazał w miejscowości 1341 mieszkańców, z tego 1306 stałych mieszkańców. Z wyjątkiem jednego wszyscy posługiwali się językiem niemieckim jako ojczystym. W spisie z 1930 w Czechosłowacji na 1146 osób 11 zadeklarowało narodowość czeską, pozostali byli Niemcami. Po II wojnie światowej i wypędzeniu Niemców w 1947 w miejscowości mieszkały tylko 404 osoby.
Według danych z 1 stycznia 2024, liczba mieszkańców miasta wynosi 264 osoby (4321. miejsce w kraju wśród miejscowości; 606. miejsce wśród miast).

## Demografia
| Rok             | 2008 | 2016 | 2024 |
| --------------- | ---- | ---- | ---- |
| Liczba ludności | 330  | 298  | 264  |